# Adele Goodman Clark
Adele Goodman Clark (27 de septiembre de 1882-4 de junio de 1983) fue una artista y sufragista estadounidense.

## Biografía
Clark nació en 1882 en Montgomery, Alabama, hija de Estelle Goodman Clark, una profesora de música judía originaria de Nueva Orleans, y de Robert Clark, un trabajador ferroviario originario de Belfast.Era hermana de la también sufragista Edith Clark Cowles.
La familia vivió en Nueva Orleans, Luisiana y Pass Christian, Misisipi,  antes de trasladarse a Richmond, Virginia en 1894. Clark asistió a la escuela Virginia Randolph Ellett y, a los 19 años, trabajó como taquígrafa para financiarse las clases en el Art Club de Richmond.En 1906, consiguió una beca para la Escuela de Arte de Nueva York donde estudió con artistas como Robert Henri, William Merritt Chase y Kenneth Hayes Miller.

## Activismo
La carrera activista de Clark comenzó en 1909, cuando ella y otras 18 mujeres, entre ellas Nora Houston, Ellen Glasgow, Lila Meade Valentine, Kate Waller Barrett y Mary Johnston, fundaron la Liga por la Igualdad del Sufragio de Virginia. Trabajó como secretaria durante un año, y también como presidenta del comité y jefa del lobby del grupo en la Asamblea General de Virginia.
En 1910, fue delegada a la convención de la Asociación Nacional Americana del Sufragio de las Mujeres en Washington D. C.  Clark y Nora Houston también  instalaban sus caballetes en la esquina de las calles Quinta y Broad, en el centro de Richmond, para compartir sus "bocetos de las esquina", dibujos con tiza en rollos de papel que ilustraban su oratoria. "Mucha gente pronunciaba discursos, pero nosotras éramos las únicas que dibujábamos, y eso atraía a mucha gente", recordaba Clark en una ocasión. Durante sus charlas con tiza, Clark y Houston hablaban sobre el sufragio femenino y repartían folletos a las personas que se acercaban.
Cuando el Art Club de Richmond se disolvió en 1917, Clark y Houston abrieron un estudio juntas. El espacio profesional pasó a ser conocido como el "Atelier" y su oferta de clases, que incluía historia del arte, pintura y dibujo, fomentó los talentos de una nueva generación de artistas como la pintora Theresa Pollak.Dos años más tarde, Clark y Houston fundaron la Academia de Bellas Artes y Artesanía de Virginia. En los meses previos a las elecciones de 1920, cuando hubo amenazas y rumores de impugnaciones espurias contra las votantes negras, Clark y Houston invitaron a líderes negros a su estudio para planificar formas de enfrentar el problema. Decidieron que las sufragistas blancas patrullarían los lugares de votación en coches. Clark y Houston continuaron involucradas en el movimiento interracial después de estas elecciones. También participaron en activismo relacionado con el arte, haciendo campaña por la resurrección de la Academia de Ciencias y Bellas Artes, que se inauguró en 1930 como Academia de Artes de Richmond y más tarde se convirtió en el Museo de Bellas Artes de Virginia.
Cuando a las mujeres consiguieron el voto en 1920, la Liga por la Igualdad de Sufragio se convirtió en la Liga de Mujeres Votantes de Virginia, y Clark fue su primera presidenta.Fue su presidenta de 1921 a 1925, y luego nuevamente de 1929 a 1944.También, en 1924,  fue elegida miembro de la junta de la Liga Nacional de Mujeres Votantes  como directora regional, y en 1925 ocupó el cargo de Segunda Vicepresidenta hasta 1928. Este mismo año Clark y Houston compraron juntas una casa en Chamberlayne Avenue en Richmond, que llegó a conocerse como "The Brattery".

### Cargos gubernamentales y educativos
Clark también ocupó cargos en diversos organismos gubernamentales y educativos, entre ellos el de secretaria de la Comisión para la Simplificación del Gobierno Estatal y Local del gobernador E. Lee Trinkle y de la Comisión de la Facultad de Artes Liberales para Mujeres del Gobernador Harry F. Byrd, y decana de mujeres en el College of William and Mary. Durante el New Deal, fue supervisora de campo del  National Reemployment Service antes de convertirse, en 1936, en directora del Proyecto de Artes de Virginia en la Works Progress Administration.
Formó parte de la Comisión de Artes de Virginia de 1941 a 1964, y ayudó a establecerla en 1916. Clark, quien también incluyó su campaña por el sufragio femenino en su obra artística, comentó que su arte y su activismo estaban relacionados: "Siempre he tratado de combinar mi interés por el arte con mi interés por el gobierno".

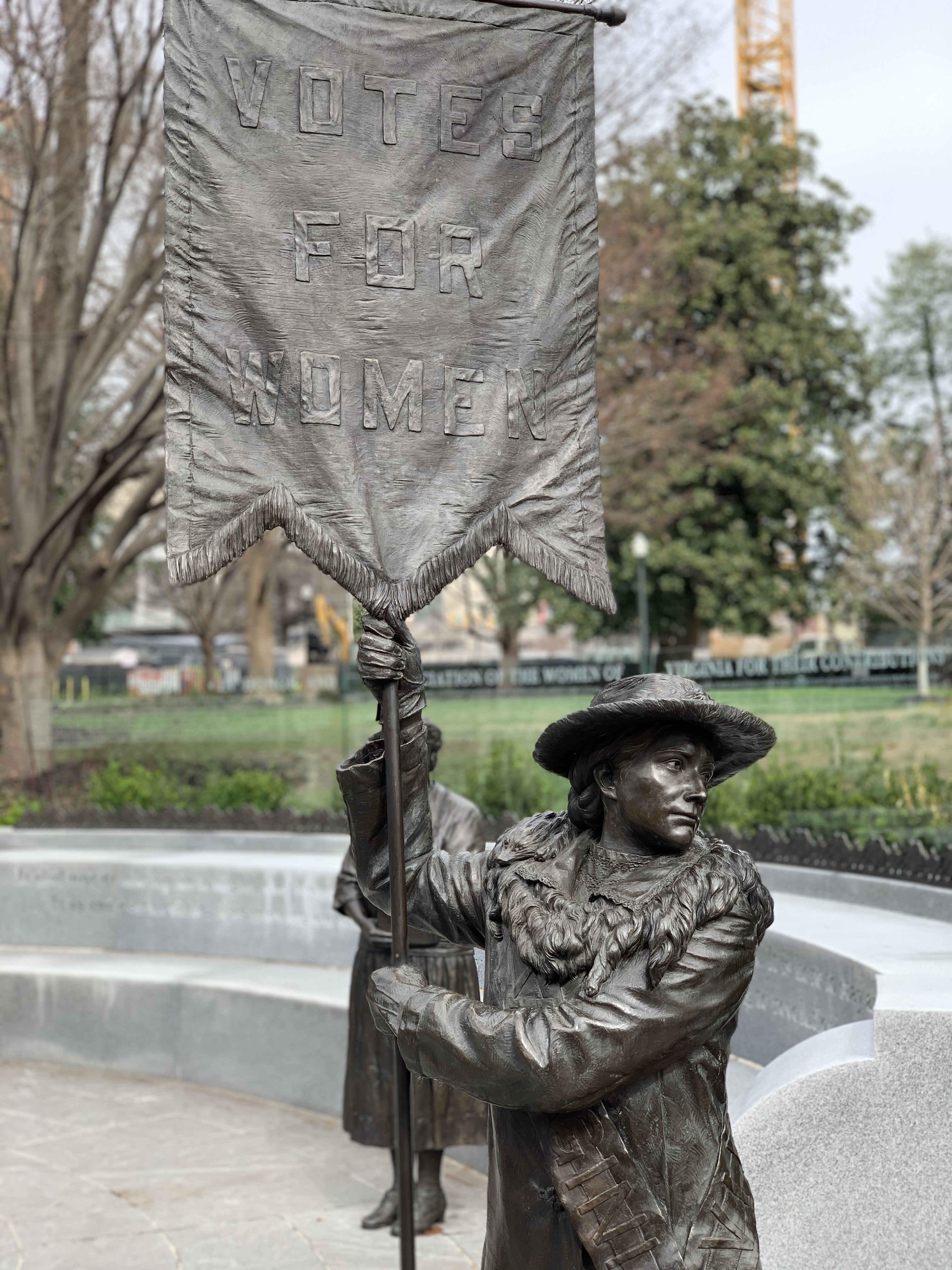
Estatua de Adele Clark incluida en el Monumento a las Mujeres de Virginia.

## Vida personal
Conoció a la también artista Nora Houston en la Escuela de Arte de Richmond, donde había tomado clases con Lillie Logan y donde enseñó tras de regresar a Virginia. Houston se convirtió en compañera de vida de Clark hasta su muerte en 1942.
Clark, episcopaliana, se convirtió al catolicismo, la religión de Houston, el 21 de noviembre de 1942. Clark presidió el Consejo Diocesano de Richmond del Comité Legislativo de Mujeres Católicas de 1949 a 1959, y continuó siendo muy franca en cuestiones políticas, oponiéndose a la Enmienda de Igualdad de Derechos por considerarla innecesaria.
Clark falleció en una comunidad de jubilados en Richmond, Virginia,el 4 de junio de 1983, a la edad de 100 años.